# Герцог де Дения и Тарифа

Герб города Дения, провинция Аликанте.

Герб города Тарифа, провинция Кадис.

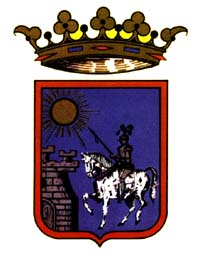
Герб Мединасели, провинция Сория.

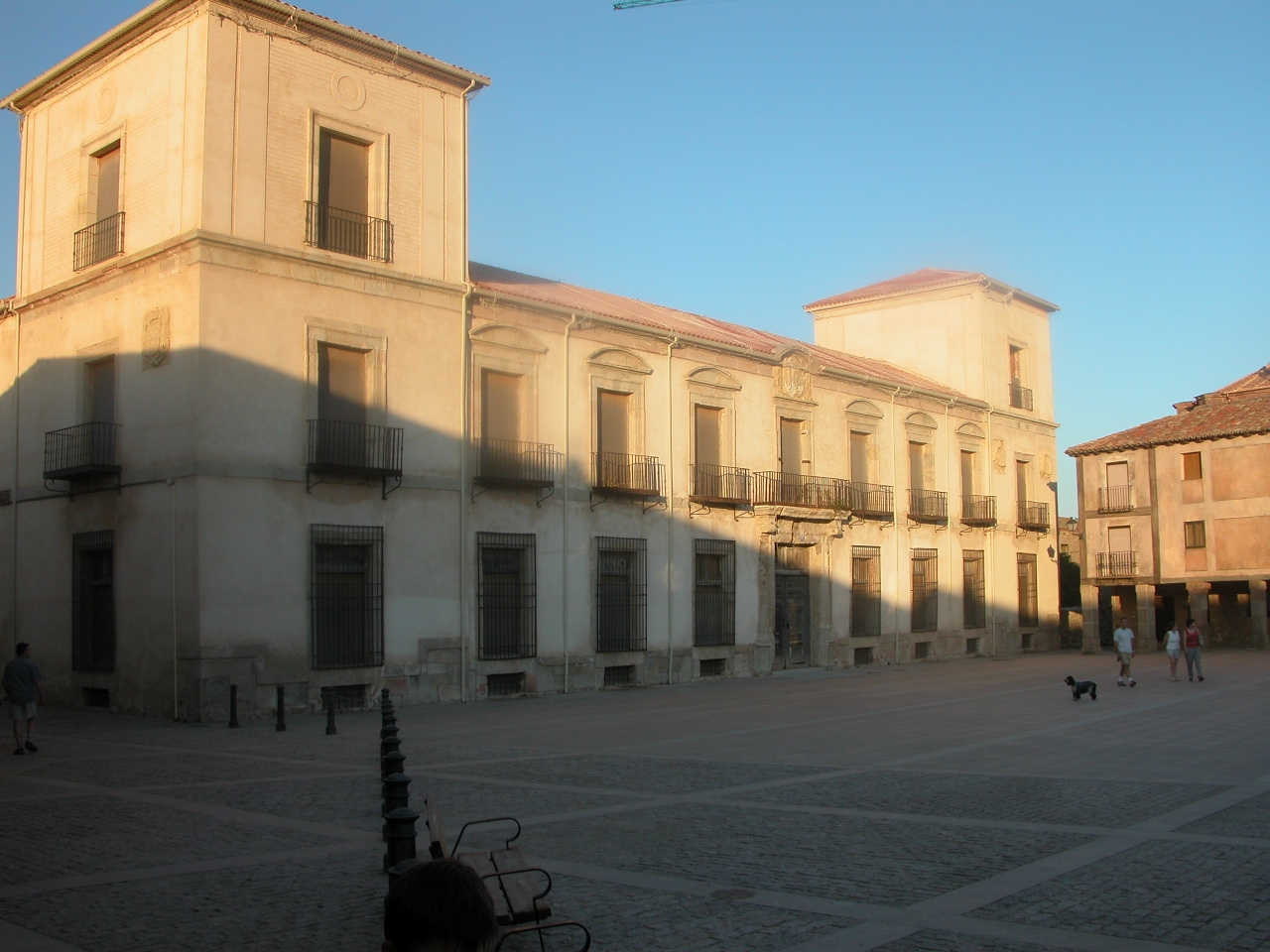
Дворец герцогов де Мединасели, (провинция Сория).

Герцог де Дения и Тарифа (исп. duque de Denia y Tarifa) — испанский аристократический титул. Он был создан 28 июня 1882 года королем Испании Альфонсо XII для Анхелы Марии Аполонии Перес де Баррадас и Бернуй (1827—1903), вдовствующей герцогини де Мединасели и дочери Фернандо Переса де Баррадаса и Ариас де Сааведры, 9-го маркиза Пеньяфлор, 7-го маркиза Кортес-де-Граэна и Марии дель Росарио де Бернуй и Агуайо, старшей дочери Хуаны Баутисты де Бернуя и Вальды, 7-го маркиза де Бенамехи.
Название герцогского титула происходит от названий испанских городов Дения и Тарифа, связанных с домом Мединасели (маркизы де Дения и маркизы де Тарифа).
22 декабря 1886 года по указу королевы-регентши Марии Кристины Австрийской, правившей от имени своего сына Альфонсо XIII, оба герцогских титула были отделены друг от друга. В 1890 году Анхела Мария Аполония Перес де Баррадас и Бернуй, 1-я герцогиня де Дения и Тарифа, передала титул герцога де Тарифа своему сыну, Карлосу Фернандесу де Кордова и Пересу де Баррадасу (1864—1931). В 1903 году после смерти своей матери Карлос Фернандес де Кордова и Перес де Баррадас, 2-й герцог де Тарифа, унаследовал титул 2-го герцога де Дения.
В 1931 году после смерти бездетного Карлоса Фернандеса де Кордовы и Переса де Баррадаса ему наследовал его племянник, Луис Фернандес де Кордова и Салаберт, 17-й герцог де Мединасели (1880—1956), единственный сын его старшего брата Луиса Фернандеса де Кордовы и Переса де Баррадаса, 16-го герцога де Мединасели (1851—1879).
Ему наследовал его старшая дочь от первого брака, Виктория Евгения Фернандес де Кордова и Фернандес де Хенестроса, 18-я герцогиня де Мединасели (1917—2013), ставшая 4-й герцогиней де Дения и 4-й герцогиней де Тарифа.

## Герцоги де Дения и Тарифа
|                                      | Титул                                                        | Период                               |
| Креация создана королем Альфонсо XII | Креация создана королем Альфонсо XII                         | Креация создана королем Альфонсо XII |
| ------------------------------------ | ------------------------------------------------------------ | ------------------------------------ |
| I                                    | Анхела Мария Аполония Перес де Баррадас и Бернуй (1827—1903) | 1882-1886                            |

## Герцоги де Дения и герцоги де Тарифа
|                                                                                 | Титул                                                                               | Период                                                                          | Период            |
| ___________Креация создана королем Альфонсо XIII_______________Герцоги де Дения | ___________Креация создана королем Альфонсо XIII_______________Герцоги де Дения     | ___________Креация создана королем Альфонсо XIII_______________Герцоги де Дения | Герцоги де Тарифа |
| ------------------------------------------------------------------------------- | ----------------------------------------------------------------------------------- | ------------------------------------------------------------------------------- | ----------------- |
| I                                                                               | Анхела Мария Аполония Перес де Баррадас и Бернуй (1827—1903)                        | 1886-1903                                                                       | 1886-1890         |
| II                                                                              | Карлос Мария де Константинопла Фернандес де Кордоба и Перес де Баррадас (1864—1931) | 1904-1931                                                                       | 1890-1931         |
| III                                                                             | Луис Фернандес де Кордоба и Салаберт (1880—1956)                                    | 1941-1956                                                                       | 1941-1956         |
| IV                                                                              | Виктория Евгения Фернандес де Кордоба и Фернандес де Хенестроса                     | 1959-2013                                                                       | 1959-2013         |

## История герцогов де Дения и герцогов де Тарифа
- Анхела Мария Аполония Перес де Баррадас и Бернуй (9 февраля 1827 — 3 августа 1903), 1-я герцогиня де Дения и Тарифа (1-я герцогиня де Дения и 1-я герцогиня де Тарифа). Ей наследовал сын от первого брака.

1-й муж: Луис Антонио де Вильянуэва Фернандес де Корбова Фигероа и Понсе де Леон (30 января 1820 — 1 октября 1853), 15-й герцог де Мединасели, 14-й герцог Ферия, 13-й герцог Алькала-де-лос-Гасулес, 15-й герцог Сегорбе, 16-й герцог Кардона, 12-й герцог Каминья, 5-й герцог  Сантистебан-дель-Пуэрто, 14-й маркиз де Комарес, 9-й маркиз де Пуэбла-де-Альфахарин и т. д.
2-й муж: Луис Себастьян де Леон и Катаумбер (брак был бездетным).
- Карлос Мария де Константинопла Фернандес де Кордоба и Перес де Баррадас (15 мая 1864 — 25 октября 1931), 2-й герцог де Денния и 2-й герцог де Тарифа, 16-й герцог де Сегорбе, барон де Антелья. Ему наследовал его племянник.

Жена: Мария де лос Анхелес де Медина и Гарвей, придворная дама королевы Виктории Евгении Баттенбергской и дочь 3-го маркиза де Эскивэль. Брак был бездетным.
- Луис Хесус Фернандес де Кордоба и Салаберт (16 января 1880 — 13 июля 1956), 3-й герцог де Дения и 3-й герцог де Тарифа, 17-й герцог Мединасели, 17-й герцог Сегорбе, барон де Антелья. Единственный сын Луиса Фернандеса де Корбовы и Переса де Баррадаса, 16-го герцога де Мединасели, и его второй жены Касильды Ремигии де Салаберт и Артеага, 9-й герцогини де Сьюдад-Реаль, 9-й маркизы де ла Торресилья, 7-й графини де Офалия и графини де Арамайона. Ему наследовала старшая дочь от первого брака.

1-я жена с 1911 года: Ана Мария Фернандес де Хенестроса и Гайосо де лос Кобос, придворная дама королевы Виктории Евгении Баттенбергской, дочь Игнасио де Хенестроса и Ортис де Мионьо, 6-го графа де Мориана-дель-Рио, 8-го маркиза де Сильеруэло, и Франсиски де Борха Гайосо де лос Кобос и Севилья, 15-й маркизы де Камараса, 18-й графини де Кастрохерис, графини де Рикла
2-я жена с 1938 года: Мария де ла Консепсьон Рей и де Пабло-Бланко
- Виктория Евгения Фернандес де Кордоба и Фернандес де Хенестроса (16 апреля 1917 — 18 августа 2013), 4-я герцогиня де Дения и 4-я герцогиня де Тарифа, 18-я герцогиня де Мединасели, 17-я маркиза де Вильяльба и т. д.

Супруг с 1938 года: Рафаэль де Медина и де Вильялонга (1905—1992), сын Луиса де Медины и Гарвея (ок. 1875—1952), внук 3-го маркиза де Эскивеля.

## Потомки
У Виктории Евгении Фернандес де Кордобы и Рафаэля де Медины Вильялонги было четверо детей:
- Ана де Медина и Фернандес де Кордоба (1940—2012), 12-я маркиза де Наваэрмоса, 9-я графиня де Офалия. С 1961 года замужем за принцем Максом Эммануэлем Гогенлоэ-Лангенбургским (1931—1994). От этого союза родилось трое детей: Марко (род. 1962), Пабло (род. 1963) и Флавия (род. 1964). В 1985 году супруги развелись.
- Луис де Медина и Фернандес де Кордоба (1941—2011), 17-й маркиз де Когольюдо, 9-й герцог Сантистебан-дель-Пуэрто, маркиз де Солера. В 1969 году женился на Марии Мерседес Конради, от брака с которой у него было две дочери: Виктория и Касильда
- Рафаэль де Медина и Фернандес де Кордоба (1942—2001), 19-й герцог Ферия, 18-й маркиз де Вильяльба. С 1977 года был женат на манекенщице Нати Абаскаль и Ромеро-Торо (род. 1943). Супруги имели двух сыновей: Рафаэль (род. 1978), герцог Ферия, и Луис (род. 1980), граф Сан-Мартин де Хойос.
- Игнасио де Медина и Фернандес де Кордоба (род. 1947), 19-й герцог Сегорбе, 9-й граф де Мориана-дель-Рио, 52-й граф де Ампурьяс. В 1976 году он женился первым браком на Марии де ла Мерседес Майер Альенде, с которой развелся в том же году. В 1985 году вторично женился на принцессе Марии Глории Орлеан-Браганса (род. 1946), бывшей супруге югославского кронпринца Александра Крагеоргиевича (род. 1945). У них родились две дочери: Сол (Солнце) Мария де ла Бланка де Медина и Орлеан-Браганса (род. 1986), 54-я графиня де Ампурьяс, и Ана Луна де Медина и Орлеанск-Браганса (род. 1988), 17-я графиня де Рикла.